# Besse, Cantal
Besse är en kommun i departementet Cantal i regionen Auvergne-Rhône-Alpes i mitten av Frankrike. Kommunen ligger  i kantonen Saint-Cernin som ligger i arrondissementet Aurillac. År 2022 hade Besse 131 invånare.

## Befolkningsutveckling
Antalet invånare i kommunen Besse
Referens:INSEE